# Aeroporto de Can Tho
O Aeroporto de Can Tho (IATA: CAH, ICAO: VVCT) (em vietnamita: Sân bay Cần Thơ) situa-se em Can Tho, numa ilha no Đồng Bằng Sông Cửu Long, Vietnã. É o maior dos quatro aeroportos que servem a Can Tho, na região do Delta do Rio Mekong vietnamita.

## Linhas aéreas e destinos
- Vietnam Airlines - Aeroporto Internacional Tan Son Nhat (Cidade de Ho Chi Minh)
- Vietnam Airlines - Aeroporto Internacional Noi Bai (Hanoi)
- Vietnam Airlines - Aeroporto de Phu Quoc (Phu Quoc)